# Міжнародні відносини Португалії
Міжнаро́дні відно́сини Португа́лії — відносини Португалії з іншими державами та міжнародними організаціями в інтересах власної держави. Визначаються урядом країни, здійснюється Міністерством закордонних справ Португалії.
Історично головним завданням португальської дипломатії був захист незалежності держави від Іспанії, для чого португальці підтримували тісні контакти зі Святим Престолом і Англією. Іншим важливим завданням була охорона португальських заморських колоній від місцевих і колоніальних держав.
У XV—XVI століттях Португалія була локомотивом Доби великих географічних відкриттів, але занепала після вигасання Авіської династії й входження до союзу з Іспанією (1580). Незважаючи на відновлення португальської самостійності (1640), країна не змогла повернути собі статус великої держави. Унаслідок серії криз — Лісабонського землетрусу (1775), наполеонівської навали (1807) і унезалежнення Бразилії (1822) — Португалія поступово втратила позиції у світовій міжнародній політиці. Протягом ХІХ століття вона намагалася зберегти свої колонії в Африці від зазіхань Британії та Німеччини. Сподіваючись на розподіл німецьких колоніальних володінь, Португалія вступила до Першої світової війни на боці Антанти (1917), але отримала лише маленький Кіонгський трикутник. Через це вона обрала нейтралітет під час Другої світової війни (1939—1945), хоча негласно допомагала силам антинімецької коаліції. Португалія була союзником США під час Холодної війни (1946—1989), вступила до НАТО (1949) і ООН (1955). Після приходу соціалістів до влади (1974) країна відмовилася від колоній в Африці та Південно-Східній Азії, обрала курс на вступ до ЄС й обмеження власного суверенітету (1986).

## Історія
- 1139: проголошення Португалії королівством, окремим від Леонського королівства (Іспанії)
- 1143: визнання Леоном Португальського королівства.
- 1179: визнання папою Португальського королівства.
- 1373: португальсько-англійський договір проти Кастилії (Іспанія)
- 1384—1385: війна з Кастилією (Іспанією) за незалежність
- 1580: Іберійська унія; входження Португалії до складу Кастилії (Іспанії).
- 1640—1668: Реставраційна війна за відновлення незалежності.
- 1914—1918: війна у Східній Африці
- 1917—1918: участь Португалії в Першій світовій війні в Європі.
- 1954: Індія анексувала Дадра і Нагар-Хавелі.
- 1961:
  - Індія анексувала Гоа.
  - Комуністичні сили почали війну в Португальській Африці.
- 1974: революція гвоздик в Португалії, припинення війни.
- 1975: новий лівий уряд визнав незалежність Анголи, Гвінеї-Бісау й Мозамбіку.
- 1975: Індонезія окупувала португальський Східний Тимор.
- 1987: Португалія погоджується здати Макао комуністичному Китаю.
- 1986: вступ до ЄС.
- 1999: португальське Макао віддано Китаю.

## Двосторонні відносини
- Португальсько-ангольські відносини
- Португальсько-американські відносини
- Португальсько-бразильські відносини
- Португальсько-британські відносини
- Португальсько-ватиканські відносини
- Португальсько-індійські відносини
- Португальсько-індонезійські відносини
- Португальсько-іспанські відносини
- Португальсько-марокканські відносини
- Португальсько-мозамбіцькі відносини
- Португальсько-українські відносини
- Португальсько-французькі відносини

## Членство
- 1949: НАТО
- 1955: ООН
- 1961: Організація економічного співробітництва та розвитку
- 1973: ОБСЄ
- 1986: ЄС
- 1996: Співдружність португаломовних країн

## Територіальні суперечки
- Олівенса